# Seddin (Seddiner See)

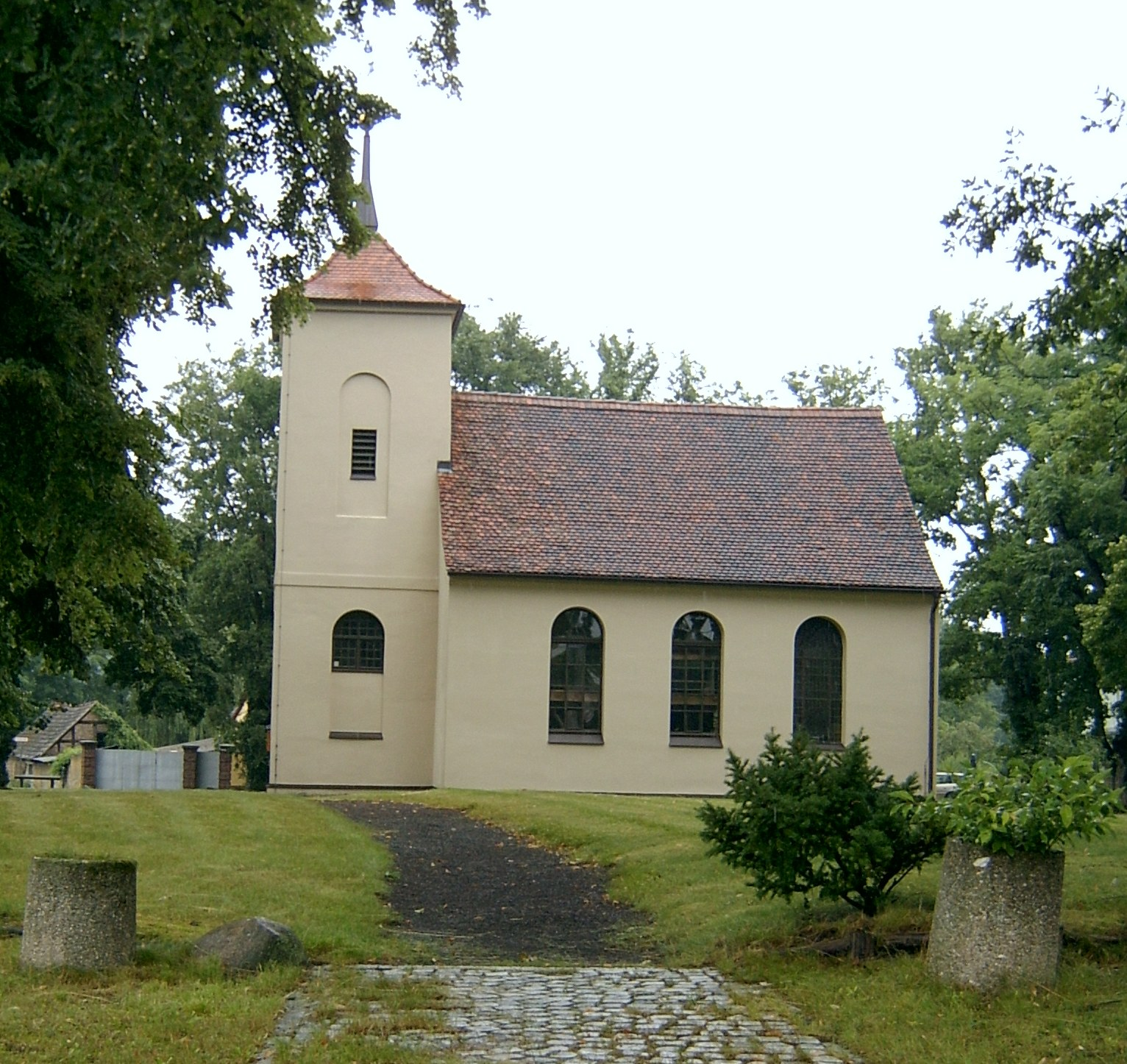
Die Kirche

Seddin ist ein Ortsteil der Gemeinde Seddiner See im Landkreis Potsdam-Mittelmark
mit 1.286 Einwohnern (Dezember 2023) auf einer Fläche von etwa 528 Hektar. Es liegt am Südufer des Großen Seddiner Sees im Naturpark Nuthe-Nieplitz,
ein Großteil der zum Ort gehörigen Flächen sind Teil des Landschaftsschutzgebietes Nuthetal – Beelitzer Sander.

## Geschichte
Der Ortsname dürfte vom slawischen Wort zid für ‚flüssig‘ herrühren.
Erste menschliche Ansiedlungen am Großen Seddiner See liegen mehr als 10.000 Jahre zurück, wie Bodenfunde belegen. Vermutlich ging das heutige Seddin auf ein elbslawisches Dorf zurück, das um den heutigen Kirchplatz lag. Das Bauern- und Fischerdorf wurde als Rundling angelegt, der alte Ortskern blieb in seiner Struktur erhalten. Das Landbuch der Mark Brandenburg von 1375 erwähnte für Sedyn 20 Hufen.
Am 6. Dezember 1993 schlossen sich die bis dahin selbstständigen Gemeinden Kähnsdorf, Neuseddin (wo auch der Rangierbahnhof Seddin liegt) und Seddin freiwillig zur Gemeinde Seddiner See zusammen.

## Sehenswürdigkeiten
Die Kirche des Dorfes wurde 1735 errichtet, ein Jahr darauf wurde ein Friedhof bei der Kirche angelegt. Die letzte Beerdigung auf diesem erfolgte 1912. 1945 wurde der Platz als Friedhof aufgehoben. 1996 erfolgte eine Umgestaltung des Platzes und die verbliebenen vier Grabstätten wurden beseitigt.
Die Gehöfte standen einst kreisförmig zueinander und waren Lehm-Fachwerk-Bauten. Einige sind noch erhalten, so das denkmalgeschützte rohrgedeckte Haus in der Hauptstraße.

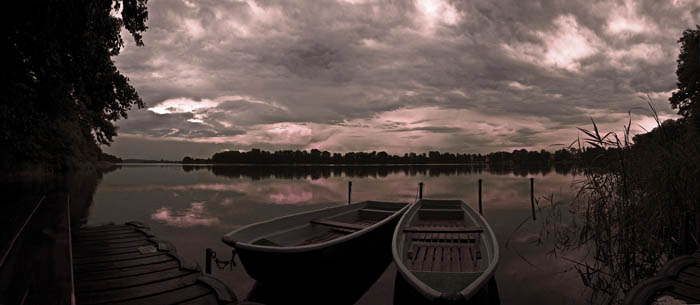
Seddiner See

Weiterhin gehört der See zu einem beliebten Ausflugsziel in der Region. Im Sommer bieten der Seddiner See, der Kähnsdorfer See sowie der Strand am Zeltplatz Bademöglichkeiten.